# Alessandro Bandiera
Alessandro Maria Bandiera (Siena, 1699 – Osimo, 1770) è stato un presbitero, letterato e pedagogista italiano.

## Biografia
Nacque a Siena da una famiglia della borghesia colta. Suo padre Giulio Girolamo, professore di medicina nell'università di Siena, fu uno dei dodici fondatori dell'Accademia dei Fisiocritici (1691); il fratello Giovanni Niccolò (1695-1761), anch'egli sacerdote, fu autore di un polemico Trattato degli studi delle Donne.
Gesuita, polemizzò con la stessa Compagnia di Gesù per divergenze sui metodi pedagogici. Bandiera sosteneva infatti la necessità che gli allievi delle scuole medie imparassero contemporaneamente il latino e il toscano, contro la prassi didattica dei Gesuiti che poneva come unico fondamento della prima educazione la lettura dei testi classici in lingua latina. Alla fine del 1740 Bandiera lasciò la Compagnia di Gesù per entrare nell'ordine  dei Servi di Maria, insegnando da allora in poi latino e greco nei collegi serviti di Senigallia e Osimo. Le prime traduzioni dal latino di Cornelio Nepotee Cicerone, in un toscano trecentesco secondo i dettami del Purismo, furono predisposte in funzione dell'approccio pedagogico proposto; vennero perciò lodate dal Parini come «opere utilissime agli studiosi, perocché quivi il traduttore ha con assai diligenza conservate le bellezze dell'originale, e convenevolmente espressa la forza e l'energia del latino linguaggio». L'attenzione per la lingua italiana lo spinse a proporre, come esempio di purezza ed eleganza, una edizione scolastica del Decamerone e a revisionare il Dizionario dei sinonimi del Rabbi. L'ammirazione per la lingua del Boccaccio e il moralismo lo spinsero a comporre il Gerotricamerone, una raccolta di trenta novelle recitate da "dieci costumati giovani in tre giornate". La raccolta suscitò fra l'altro l'ironia del Parini, che definì il titolo «procelloso e sesquipedale», provocando la risentita risposta del Bandiera.
In campo pedagogico il Bandiera auspicò una revisione del sistema educativo affermando la necessità della preparazione degli insegnanti, la stabilità e la continuità degli studi, l'ostilità all'emulazione fra studenti, la riforma dei contenuti (riduzione delle regole grammaticali, insegnamento dell'italiano a fianco del latino, riduzione dell'orario scolastico giornaliero da cinque a tre ore per permettere ai giovani di interessarsi ad altre discipline, ecc.). Nella polemica stilistica prese di mira il Quaresimale del gesuita Segneri attirandosi soprattutto ostilità e ironie. Ottenne, dal vescovo di Catania Salvatore Ventimiglia, l'incarico di riordinare gli studi del locale seminario.

## Opere (selezione)
- Novelle, ovvero Sacre narrazioni del p. Alessandro M. Bandiera, Palermo: presso B. Virzi, 1835
- Gerotricamerone ovvero Tre sacre giornate, nelle quali s'introducono dieci virtuosi, e costumati giovani, a recitare in volta ciascuno, per modo di spiritual conferenza, alcuna narrazion sacra. Opera d'Alessandro M. Bandiera sanese de' Servi di Maria, In Venezia: appresso Tommaso Bettinelli, 1745 (Google libri)
- Nobiltà ed antichità de' sartori, Roma: G.B. Robletti, 1647
- Componimenti di varie maniere, del p. maestro Alessandro M. Bandiera, sanese, de' servi di Maria, In Venezia: appresso Tommaso Bettinelli, 1755
- I pregiudizi delle umane lettere per argomenti apertissimi dimostrati, spezialmente a buon indirizzo di chi le insegna, dal p. maestro Alessandro M. Bandiera de' servi di Maria sanese; con un dialogo sull'istesso argomento del conte Ercole Francesco Dandini patrizio cesenate , dal latino in volgar toscano per l'autor recato, ed illustrato con note, In Venezia: appresso Tommaso Bettinelli, 1755
- Vitae celebrium virorum ac mulierum quotquot in Bibliis qualicumque ratione continentur, Latine conscriptae ad instituendam Latinis simul ac sacris litteris juventutem. Auctore Alexandro Bandiera, 2 Voll., Venetiis: apud Thomam Bettinelli, 1755
- Risposta del P. Maestro Alessandro Bandiera Sanese de' Servi di Maria, alle imputazioni apposte contro il suo Gerotricamerone, la quale ha creduto poter essere non inutile per chi a toscane lettere attende, In Milano: dalle stampe di Giuseppe Galleazzi, 1757
- Supplemento d'osseruazioni pel traduttore aggiunte alla versione toscana dell'Epistole di Marco Tullio Cicerone a' familiari ad Vso di buono indirizzo, per ben comprendere l'eleganza del testo latino, e per scriuere con proprieta e purita latina. Ed a questo medesimo intendimento si sono messe in fine le Latine formole raccolte da Stefano Doleto, In Venezia: appresso Tommaso Bettinelli, 1764
- Sacre narrazioni, Roma: E. Perino, 1891 (postumo, Google libri)